# Joe Menosky
Joe Menosky és un guionista de televisió conegut pel seu treball a les diverses sèries de Star Trek.

## Carrera
Es va graduar al Pomona College el 1979, on el número 47 té una importància especial (vegeu 47 com a acudit intern).
Menosky és l'escriptor a qui se li atribueix l'inici de la tendència d'intentar treballar el número Quaranta-set en molts guions.
Menosky es va unir a l'equip de guionistes de Temporada 4 de Star Trek: La nova generació, i també va escriure per a diversos episodis de Star Trek: Deep Space Nine i Star Trek: Voyager. Com a escriptor de Voyager, normalment coescrivia amb Brannon Braga. El juny de 2016, es va anunciar que Menosky s'havia unit a l'equip de guionistes de Star Trek: Discovery.
Més tard va començar a treballar com a coproductor a The Orville, i va escriure l'episodi de la segona temporada "Sanctuary".

## Crèdits de l'escriptura

### Hunter
Font:
- “The Jade Woman,” Data d'emissió: 17 d'octubre de 1987
- “Hot Prowl”, (obra televisiva; història de Joseph Gunn), Data d'emissió: 8 de desembre de 1987
- “Allegra”, Data d'emissió: 29 de desembre de 1987
- “Presumed Guilty,” Data d'emissió: 26 de novembre de 1988
- “The Pit”, Data d'emissió: 14 de gener de 1989
- “City Under Siege, Part 1,” (obra televisiva; història de George Geiger i Tom Chehak), Data d'emissió: 4 de febrer de 1989
- “Return of White Cloud,” (coguionista amb Erin Conroy i Stepfanie Kramer), Data d'emissió: 21 de maig de 1989

### Star Trek: La nova generació
- "El llegat"
- "Primer contacte" amb Marc Scott Zicree, Dennis Russell Bailey, David Bischoff, Ronald D. Moore i Michael Piller
- "El novè grau"
- "En teoria" amb Ronald D. Moore
- "Pistes" amb Bruce D. Arthurs
- "Darmok" amb Philip Lazebnik
- "El culte a l'heroi" amb Hilary J. Bader
- "La sageta del temps", Parts I i II amb Michael Piller
- "La recerca" amb Ronald D. Moore
- "Sospites" amb Naren Shankar
- "Màscares"
- "Aparició" amb Brannon Braga

### Star Trek: Deep Space Nine
- "Dramatis Personae"
- "Rivals" amb Jim Trombetta i Michael Piller
- "Distant Voices" amb Ira Steven Behr i Robert Hewitt Wolfe

### Star Trek: Voyager
- "Catexis" amb Brannon Braga
- "Desglaç" amb Richard Gadas
- "Recordeu" amb Brannon Braga
- "La fi del futur" Parts 1–2 amb Brannon Braga
- "Alter Ego"
- "Origen llunyà" amb Brannon Braga
- "L'escorpí" Parts 1–2 amb Brannon Braga
- "El regal"
- "L'any infernal" Parts 1–2 amb Brannon Braga
- "El joc de matar" Parts 1–2 amb Brannon Braga
- "Testimoni vivent" amb Bryan Fuller i Brannon Braga
- "Esperança i por" amb Rick Berman i Brannon Braga
- "Timeless" amb Rick Berman & Brannon Braga
- "Equinox" Parts 1–2 amb Rick Berman & Brannon Braga
- "Tinker, Tenor, Doctor, Spy" amb Bill Vallely
- "The Voyager Conspiracy"
- "Blink of an Eye" amb Michael Taylor
- "Muse"

### Star Trek: Discovery
- "Lethe" amb Ted Sullivan

### For All Mankind
Font:
- "The Weight"
- "Best-Laid Plans"
- "Happy Valley"